# Here and Now
Here and Now é o sétimo álbum de estúdio da banda de rock canadense Nickelback. O álbum foi lançado em 21 de novembro de 2011. É o seguimento de suas vendas de multi-platina de seu álbum de 2008, Dark Horse. Em 26 de setembro, a banda oficialmente lançou dois singles, "When We Stand Together" e "Bottoms Up". Ambas as músicas foram disponibilizadas para download em 27 de setembro de 2011. A primeira faixa do álbum, "This Means War", foi lançado em 10 de novembro de 2011 como terceiro single. Um vídeo da música é lançado no single. A arte da capa do álbum é de um relógio denominado Steam Clock, localizado em Vancouver, sendo que o relógio registra às 11:21, data em que o álbum foi lançado. O álbum estreou na posição de número #2 no Billboard 200 dos Estados Unidos, vendendo aproximadamente 227 mil cópias em sua primeira semana, apenas 0,18% abaixo do número um, do álbum Christmas de Michael Bublé. Nickelback estão atualmente em turnê em apoio do álbum na Here and Now Tour.

## Recepção

### Resposta da crítica
| Críticas profissionais | Críticas profissionais |
| Pontuações agregadas   | Pontuações agregadas   |
| Fonte                  | Avaliação              |
| ---------------------- | ---------------------- |
| Metacritic             | (51/100)               |
| Avaliações da crítica  |                        |
| Fonte                  | Avaliação              |
| About                  | [ 9 ]                  |
| The A.V. Club          | (C)                    |
| Allmusic               | [ 11 ]                 |
| Entertainment Weekly   | (C+)                   |
| Billboard              | (Positivo)             |
| Consequence of Sound   | [ 14 ]                 |
| Kerrang!               | [ 15 ]                 |
| Hit Fix                | (B-)                   |
| Dead Press Webzine     | [ 17 ]                 |
| Rockstar weekly        | 5 de 5 estrelas.       |

O álbum recebeu críticas mistas dos críticos profissionais que vão de positivo para altamente negativo. De acordo com a Metacritic, o álbum recebeu uma potuação média de revisão de 51/100, com base em 9 revisões. A Consequence of Sound premiou o álbum com 2 estrelas, de um possível 5 estrelas, afirmando que "Here and Now pode vir a ser um passo acima da última tentativa, mas, igualmente um passo suficientemente alto para pendurar seus criadores em uma 'viga de um celeiro'". No outro extremo da escala, o site de entretenimento musical Rockstar Weekly, premiou o álbum com 5 estrelas, dizendo que "de longe, o melhor álbum canadense de 2011".

### Desempenho comercial
O álbum superou tanto a HMV Canadá no grávifo de vendas e as paradas de álbuns do iTunes nos Estados Unidos em sua primeira semana de vendas. Também foi alcançou a posição de número #9 na BBC Radio 1 no Reino Unido, no meio da semana de atualização das paradas musicais de álbuns na semana de lançamento, e de número #20 nas paradas britânicas HMV UK em 27 de novembro de 2011. No UK Rock Chart, sete canções de Here and Now chegaram ao top 40, incluindo "When We Stand Together" na posição de número #1, "Lullaby" no número #3, "Bottoms Up" no número #4, "Trying Not to Love You" na #5 posição, "Don't Ever Let It End" no número #5, "This Means War" no número #24 e "Holding on to Heaven" no #40. O álbum alcançou a posição de número #10 nas paradas do Reino Unido na semana de seu lançamento. Em 16 de dezembro de 2011, o álbum foi ganhou certificação de ouro pela British Phonographic Industry (BPI) para as tranferências de 100 mil cópias no Reino Unido.

## Lista de faixas
A lista de faixas do álbum foi revelada em 26 de setembro de 2011.
Todas as letras escritas por Chad Kroeger.
| N.º            | Título                   | Compositor(es)                                            | Duração |  |
| 1.             | "This Means War"         | Chad Kroeger                                              | 3:20    |  |
| 2.             | "Bottoms Up"             | C. Kroeger, Mike Kroeger, Joey Moi                        | 3:37    |  |
| 3.             | "When We Stand Together" | C. Kroeger, Ryan Peake, M. Kroeger, Moi                   | 3:10    |  |
| 4.             | "Midnight Queen"         | C. Kroeger, Peake, Moi                                    | 3:14    |  |
| 5.             | "Gotta Get Me Some"      | C. Kroeger, Moi                                           | 3:41    |  |
| 6.             | "Lullaby"                | C. Kroeger, Chris Tompkins, Craig Wiseman, Rodney Clawson | 3:48    |  |
| 7.             | "Kiss It Goodbye"        | C. Kroeger, M. Kroeger, Moi                               | 3:35    |  |
| 8.             | "Trying Not to Love You" | C. Kroeger, Peake, Brad Warren, Brett Warren              | 4:11    |  |
| 9.             | "Holding on to Heaven"   | C. Kroeger, M. Kroeger                                    | 3:51    |  |
| 10.            | "Everything I Wanna Do"  | C. Kroeger                                                | 3:26    |  |
| 11.            | "Don't Ever Let It End"  | C. Kroeger                                                | 3:49    |  |
| Duração total: | Duração total:           | Duração total:                                            | 39:42   |  |

## Gráficos e certificações
| País/Parada (2011)                  | Melhor posição |
| ----------------------------------- | -------------- |
| África do Sul (5FM)                 | 3              |
| Alemanha (Media Control Charts)     | 2              |
| Austrália (ARIA)                    | 1              |
| Áustria (Ö3 Austria Top 40)         | 3              |
| Bélgica (Ultratop 50 Flanders)      | 49             |
| Bélgica (Ultratop 40 Valônia)       | 75             |
| Canadá (Canadian Hot 100)           | 1              |
| Dinamarca (Hitlisten)               | 22             |
| Espanha (PROMUSICAE)                | 44             |
| Finlândia (Suomen virallinen lista) | 7              |
| França (SNEP)                       | 77             |
| Holanda (MegaCharts)                | 19             |
| Hungria (MAHASZ)                    | 10             |
| Irlanda (IRMA)                      | 26             |
| Itália (FIMI)                       | 18             |
| Japão (Oricon)                      | 1              |
| Noruega (VG-lista)                  | 12             |
| Nova Zelândia (RIANZ)               | 7              |
| Polônia (OLiS)                      | 22             |
| Reino Unido (UK Albums Chart)       | 10             |
| Reino Unido (UK Rock Chart)         | 1              |
| Suécia (Sverigetopplistan)          | 6              |
| Suíça (Schweizer Hitparade)         | 2              |
| U.S. Billboard 200)                 | 2              |
| U.S. (Billboard Rock Albums)        | 1              |
| U.S. (Billboard Hard Rock)          | 3              |
| U.S. (Billboard Alternative Albums) | 8              |

| País/Parada (2011)              | Melhor posição |
| ------------------------------- | -------------- |
| Alemanha (Media Control Charts) | 42             |
| Áustria (Ö3 Austria Top 40)     | 74             |
| Suécia (Sverigetopplistan)      | 24             |
| Suíça (Schweizer Hitparade)     | 35             |

| Alemanha (BVMI)                                        | Ouro       | 100.000^ |
| Austrália (ARIA)                                       | Platina    | 70.000^  |
| Canadá (Music Canada)                                  | 2× Platina | 160.000^ |
| Reino Unido (BPI)                                      | Ouro       | 100,000^ |
| ^ Valores enviados com base em certificação individual |            |          |

## Pessoal
| Nickelback - Chad Kroeger – vocal, guitarra, produção - Ryan Peake – guitarra, backing vocal, produção - Mike Kroeger – baixo, podução - Daniel Adair – bateria | Pessoal adicional - Brian Howes – produção, guitarra adicional - Joey Moi – produção, engenharia - Jay Van Poederooyen – engenharia, mixagem - Scott Cooke – engenharia, edição - Chris Lord-Alge – mixagem - Randy Staub – mixagem - Keith Armstrong – assistência de mixagem - Zach Blackstone – assistência de mixagem - Nik Karpen – assistência de mixagem - Gail Marowitz – direção de arte - Travis Shinn – fotografia - Brennan Brousseau – arte da capa |